# Article 30 de la Constitution tunisienne de 1959
L'article 30 de la Constitution tunisienne de 1959 est le 30e des 78 articles de la Constitution tunisienne adoptée le 1er juin 1959.
C'est le 13e article du deuxième chapitre intitulé « Le pouvoir législatif », il décrit la composition de l'Assemblée nationale tunisienne, les conditions de ses membres, leurs attributions et son fonctionnement. 

## Texte
« L'Assemblée nationale élit parmi ses membres des commissions permanentes dont l'activité se poursuit durant les vacances de l'Assemblée nationale. »